# 奇文纳
奇文纳（義大利語：Civenna），曾是意大利科莫省的一个市镇。总面积5.2平方公里，人口715人，人口密度137.5人/平方公里（2009年）。ISTAT代码为013070。
2014年1月21日奇文纳合并至贝拉焦市镇。